# ATP Tour World Championships 1997 - Singolare
Il singolare dell'ATP Tour World Championships 1997 è stato un torneo di tennis facente parte dell'ATP Tour.
Pete Sampras era il detentore del titolo e ha battuto in finale 6–3, 6–2, 6–2, Evgenij Kafel'nikov.

## Teste di serie
1. Pete Sampras (campione)
2. Michael Chang (round robin)
3. Patrick Rafter (round robin)
4. Jonas Björkman (semifinals)
5. Greg Rusedski (round robin, ritirato per infortunio)

1. Carlos Moyá (semifinali)
2. Evgenij Kafel'nikov (finale)
3. Sergi Bruguera (round robin, ritirato per infortunio)
4. Thomas Muster (round robin)
5. Tim Henman (round robin)

## Tabellone

### Legenda
| - Q = Qualificato - WC = Wild card - LL = Lucky loser | - ALT = Alternate - SE = Special Exempt - PR = Protected Ranking | - w/o = Walkover - r = Ritirato - d = Squalificato |

### Finale
|  | Semifinale | Semifinale          | Semifinale          | Semifinale          | Semifinale          | Semifinale | Semifinale |  |  | Finale | Finale              | Finale              | Finale              | Finale | Finale | Finale |  |
|  |            |                     |                     |                     |                     |            |            |  |  |        |                     |                     |                     |        |        |        |  |
|  | 1          | Pete Sampras        | Pete Sampras        | Pete Sampras        | Pete Sampras        | 6          | 6          |  |  |        |                     |                     |                     |        |        |        |  |
|  | 4          | Jonas Björkman      | Jonas Björkman      | Jonas Björkman      | Jonas Björkman      | 3          | 4          |  |  | 1      | Pete Sampras        | Pete Sampras        | Pete Sampras        | 6      | 6      | 6      |  |
|  | 6          | Evgenij Kafel'nikov | Evgenij Kafel'nikov | Evgenij Kafel'nikov | Evgenij Kafel'nikov | 7          | 7          |  |  | 6      | Evgenij Kafel'nikov | Evgenij Kafel'nikov | Evgenij Kafel'nikov | 3      | 2      | 2      |  |
|  | 7          | Carlos Moyá         | Carlos Moyá         | Carlos Moyá         | Carlos Moyá         | 62         | 63         |  |  |        |                     |                     |                     |        |        |        |  |

### Gruppo rosso
|     |                             | Sampras                | Rafter                      | Rusedski Muster             | Moyá                 | RR V–P  | Set V–P | Game V–P   | Posizione |
| 1   | Pete Sampras                |                        | 6–4, 6–1                    | 6–4, 7–5 (w/ Rusedski)      | 3–6, 7–6(4), 2–6     | 2–1     | 5–2     | 37–32      | 1         |
| 3   | Patrick Rafter              | 4–6, 1–6               |                             | 4–6, 6–3, 6–4 (w/ Rusedski) | 6–4, 6–2             | 2–1     | 4–3     | 33–31      | 3         |
| 5 9 | Greg Rusedski Thomas Muster | 4–6, 5–7 (w/ Rusedski) | 6–4, 3–6, 4–6 (w/ Rusedski) |                             | 2–6, 3–6 (w/ Muster) | 0–2 0–1 | 1–4 0–2 | 22–29 5–12 | 4 5       |
| 7   | Carlos Moyá                 | 6–3, 6(4)–7, 6–2       | 4–6, 2–6                    | 6–2, 6–3 (w/ Muster)        |                      | 2–1     | 4–3     | 36–29      | 2         |

La classifica viene stilata in base ai seguenti criteri: 1) Numero di vittorie; 2) Numero di partite giocate; 3) Scontri diretti (in caso di due giocatori pari merito ); 4) Percentuale di set vinti o di games vinti (in caso di tre giocatori pari merito ); 5) Decisione della commissione.

### Gruppo bianco
|      |                           | Chang                     | Björkman               | Kafel'nikov          | Bruguera Henman           | RR V–P  | Set V–P | Game V–P   | Posizione |
| 2    | Michael Chang             |                           | 4–6, 5–7               | 3–6, 0–6             | 7–6(8), 6–2 (w/ Bruguera) | 1–2     | 2–4     | 25–33      | 3         |
| 4    | Jonas Björkman            | 6–4, 7–5                  |                        | 3–6, 6(6)–7          | 6–3, 6–1 (w/ Bruguera)    | 2–1     | 4–2     | 34–26      | 2         |
| 6    | Evgenij Kafel'nikov       | 6–3, 6–0                  | 6–3, 7–6(6)            |                      | 4–6, 4–6 (w/ Henman)      | 2–1     | 4–2     | 33–24      | 1         |
| 8 10 | Sergi Bruguera Tim Henman | 6(8)–7, 2–6 (w/ Bruguera) | 3–6, 1–6 (w/ Bruguera) | 6–4, 6–4 (w/ Henman) |                           | 0–2 1–0 | 0–4 2–0 | 12–25 12–8 | 5 4       |

La classifica viene stilata in base ai seguenti criteri: 1) Numero di vittorie; 2) Numero di partite giocate; 3) Scontri diretti (in caso di due giocatori pari merito ); 4) Percentuale di set vinti o di games vinti (in caso di tre giocatori pari merito ); 5) Decisione della commissione.